# Андреєв Юрій Іванович
Юрій Іванович Андреєв (17 листопада 1936 , Боровицький район, Ленінградська область  — 4 травня 2018 , Петрозаводськ ) — театральний актор, режисер, драматург, Заслужений артист Карельської АРСР (1965), Народний артист Карельської АРСР (1986).

## Життєпис
У 1947 році сім'я переїхала в Карелію.
Свою трудову діяльність розпочав у шістнадцять років актором-ляльководом в Петрозаводському театрі ляльок в 1953 році, після закінчення Шуйської семирічної школи.
У 1965 році закінчив Вищі режисерські курси при ГІТІСі (педагог — С. В. Образцов) за фахом «режисер театру ляльок». Його дипломний спектакль «Шкідливий вітамін» багато років займав почесне місце в репертуарі театру.
За півстоліття роботи в театрі Ю. І. Андрєєвим зіграно понад 350 ролей.
Одна з його режисерських робіт — «Карельський сувенір» — була поставлена в 1974 році у Фінляндії, в 1982 році в НДР.
У 1981—1991 роках — головний режисер Петрозаводського театру ляльок, поставив понад 50 вистав.
Юрій Андрєєв був членом Міжнародної спілки діячів театру ляльок (UNIMA) з 1979 року, нагороджений знаком «Відмінник роботи Міністерства культури СРСР».
У 1994 році Ю. І. Андрєєв вийшов на пенсію, керував дитячим самодіяльним театром ляльок «Синій птах».
Проживав в селищі Шуя під Петрозаводськом.
Помер 4 травня 2018 року в Республіканській лікарні Петрозаводська після тривалої хвороби. Похований на Сулажгорському кладовищі Петрозаводська.